# Sanshi Kyōkunjō
Sanshi kyōkunjō (Hán tự: 三子教訓状, Hán Việt: Tam tử giáo huấn trạng) là bức thư do Mōri Motonari gửi cho ba người con trai là Mōri Takamoto, Kikkawa Motoharu và Kobayakawa Takakage vào năm 1557.
Bức thư này được viết với mục đích kêu gọi tinh thần đoàn kết giữa các huynh đệ trong gia tộc và nổi tiếng với câu chuyện ba mũi tên. Nội dung câu chuyện ba mũi tên rằng, một mũi tên thì dễ bẻ dễ gãy, nhưng nếu gộp ba mũi tên lại với nhau thì không dễ gì bẻ gãy được. Người ta cho rằng giai thoại ba mũi tên của Mōri Motonari xuất phát từ bức thư dạy dỗ ba người con này, nhưng bản thân câu chuyện này không hề xuất hiện trong bức thư.
Giai thoại ba mũi tên thuật trên cũng tương đồng với truyện ngụ ngôn Aesop về"ba cây gậy".

## Nội dung (đại ý)
Điều thứ nhất
Tuy ta đã lặp đi lặp lại nhiều lần nhưng vẫn phải nhắc nhở các con sống sao cho không để thẹn với dòng tộc Mōri đến muôn đời sau.
Điều thứ hai
Motoharu và Takakage tuy nối dõi hai họ khác nhau (Kikkawa, Kobayakawa) nhưng không được lơ là gốc rễ Mōri. Nhược bằng có kẻ quên họ Mōri thì đây là điều hoàn toàn sai lầm.
Điều thứ ba
Đây là điều không cần phải nói nhiều nữa nhưng giữa ba con không được để nảy sinh kẻ hở. Nếu giữa ba người mà nảy sinh khoảng cách thì cả ba sẽ cùng lâm vào cảnh diệt vong. Vì sao? Vì họ Mōri ta đã diệt nhiều họ khác nên bị người oán ghét. Là con cháu họ Mōri phải hiểu điều này. Và cho dù có một, hai người đánh mất danh dự họ tộc thì dù có đạt được điều gì trong đời thì cũng chẳng làm nên trò trống gì cả. Điều này thật nguy hiểm khôn tả.
Điều thứ tư
Takamoto hãy dựa vào Motoharu và Takakage mà chỉ huy gia tộc. Còn Motoharu và Takakage, nếu họ Mōri được vững mạnh thì các con có thể an tâm tận lực cho họ tộc mình đang kế thừa. Bây giờ hai họ Kikkawa và Kobayakawa đang yên ổn, nhưng nếu họ Mōri suy yếu thì kẻ bề tôi trong hai họ kia tất sẽ sinh tâm biến loạn. Hãy nhớ kỹ điều này.
Điều thứ năm
Điều này gần đây ta đã nói nhiều. Này Takamoto, nếu con không hợp ý với Motoharu và Takakage thì cũng nên nhớ con là trưởng nam, trưởng của thị tộc, phải lấy tâm thương xót của bậc cha mẹ đối với con cái mà nhẫn nhịn. Còn Motoharu và Takakage, nếu hai con không hợp ý với Takamoto thì cũng nên nhớ đấy là huynh trưởng của các con, trưởng của dòng họ và các con phải tuân theo mới là trật tự trên dưới. Motoharu và Takakage, nếu hai con vẫn còn ở trong nhà Mōri thì cũng chỉ trên dưới hàng gia thần như Fukubara và Katsura, tuyệt đối phải phục tùng mệnh lệnh của Takamoto. Nhưng bây giờ hai con đang kế tục sự nghiệp của họ khác, chỉ cần tâm niệm như điều ta vừa nói là được.
Điều thứ sáu
Lời dạy này ta muốn các con, cháu muôn đời sau phải lưu tâm. Có như thế thì ba nhà Mōri, Kikkawa và Kobayakawa mới tồn tại đến muôn đời. Tuy lòng ta muốn thế nhưng cũng không thể đảm bảo được gì ở đời sau. Nhưng chí ít thì ba con trong đời này cũng hãy nằm lòng điều này và cùng mang lại lợi ích, danh tiếng cho họ tộc.
Điều thứ bảy
Ta muốn các con phải hết lòng thờ phụng mẫu thân Mōkyū đã mất. Đây là điều hẳn không cần bàn cãi gì nữa.
Điều thứ tám
Trong họ có đứa con gái về thành Goryū làm dâu cho họ Shishido, ta lấy làm thương xót lắm. Các con cũng hãy nghĩ thương xót cho tiểu muội. Chí ít trong đời này, nếu không đối xử với nó bình đẳng như với các con thì ta sẽ hận ba con.
Điều thứ chín
Bây giờ trong nhà còn có các tiểu đệ tuổi hãy còn nhỏ, chưa phân biệt được phải quấy. Đó là ba đứa Motokiyo bảy tuổi, Motoaki sáu tuổi và Mototomo mới ba tuổi. Nếu trong số này, sau có đứa nên người, vẹn toàn trí năng thì ba con hãy thương sót nó mà ban cho vùng lãnh địa nào đó nơi xa. Nhược bằng ngược lại, nếu là phường ngu độn không nên người thì tùy các con định đoạt, ta không can thiệp. Nhưng cần nói thêm, nếu ba con không hòa thuận với tiểu muội Goryū (được gả cho họ Shishido) thì đời này ta còn gì bất hạnh bằng.
Điều thứ mười
Đây là điều ta không mong muốn, nhưng từ trước đến giờ vào sinh ra tử nơi chiến trường đã cướp đi không ít mạng người. Ta lấy làm đau khổ trong lòng, biết rằng ở đời có vay có trả, nghiệp báo này thế nào cũng nhận nên thường suy tính cẩn thận, cân nhắc trước sau. Nếu Motonari ta một đời nhận đủ quả báo thì không cần phải nói thêm với ba con nữa.
Điều thứ mười một
Ta, Motonari từ năm hai mươi tuổi đã chứng kiến cái chết của huynh trưởng Okimoto. Từ đó đến nay đã hơn bốn mươi năm, họ Mōri bị biết bao sóng lớn, sóng nhỏ vùi dập, đánh nhau với nhiều họ khác và trải qua biết bao thay đổi. Trong bối cảnh đó, một mình ta lại có thể có được kết quả êm xuôi cho đến ngày nay thì quả là điều lạ lùng không thể lý giải nỗi.
Nhìn lại bản thân, ta thấy mình chẳng phải người dụng tâm chu đáo, không phải hạng gân cốt tráng kiện thể trạng phi phàm, tài trí chẳng giỏi giang hơn ai, cũng chẳng phải kẻ xứng được Thần Phật gia hộ. Tài đức tuy chẳng nổi bật hơn ai mà lại tránh được biết bao khó khăn, có được như ngày hôm nay là tại làm sao? Ta thường khổ tâm suy nghĩ nhưng chẳng thể liễu giải được, sự kỳ lạ này ngôn ngữ không sao kể tận được. Vì vậy bây giờ ta muốn rút lui, sống những ngày tháng còn lại trong thanh tĩnh nhưng nhìn thế cục hiện nay thì khó lòng ta được an ổn. Đây là điều bất đắc dĩ vậy.
Điều thứ mười hai
Năm ta mười một tuổi, có lần đi ngang qua bờ đất dưới chân thành Tajihi Sarugake. Lúc đó có một vị tăng lữ hành đến chỗ Inoue Motokane mà thuyết giảng công đức của việc niệm Phật. Lúc đó kế mẫu của ta là Sugino Ōkata cũng đến dự, được sư truyền dạy và ta cũng có trong hội. Từ đó đến nay, không sáng nào ta quên việc lễ bái Thái dương, cứ một lần lễ lại niệm Phật mười biến. Nếu làm thế thì không những đường đi nẻo về sau này, mà ngay cả những hạnh phúc mưu cầu của đời hiện tại cũng được viên mãn. Chúng ta nên bắt chước tiền lệ của người xưa, lễ bái mặt trời để cầu được viên mãn ước nguyện trong đời này. Ta nghĩ việc này rất quan trọng và có sức mạnh bất khả tư nghị, bảo hộ cho bản thân nên ba con cũng nên thực hành theo trong mỗi buổi sáng, chớ nên biếng nhác. Ta nghĩ, mặt trời, Mặt Trăng và những thực thể khác đều được kính trọng như nhau.
Điều thứ mười ba
Ngày xưa, ta mang tâm xem trọng đền thờ Itsukushima đến lạ lùng và tin tưởng, tín ngưỡng trong một thời gian dài. Lúc trận Oshibata bắt đầu thì có sứ giả Ishida Rokurō Zaemon từ Itsukushima mang gạo tế thần đến, ta nghĩ đây là ý chỉ của thần linh nên trong lòng phấn chấn, ra sức chiến đấu và cuối cùng giành được thắng lợi. Sau đó ta có ý định xây thành phòng thủ trên đảo Itsuku này, định lên thuyền thì bất ngờ có ba chiếc thuyền địch tấn công tới. Sau trận giao tranh, quân địch thiệt mạng nhiều và ta cho bày đầu lính địch dưới chân thành. Sau ta nghĩ rằng đó là điềm báo trước cho thắng lợi trong trận đánh trên đảo Itsuku này. Hẳn đây là Daimyōjin (Đại Minh Thần) trên đảo gia hộ khi thấy ta quyết định xây thành, vì vậy ta rất an lòng. Vì vậy mọi người hãy tín ngưỡng đền thờ Itsukushima, ta không còn gì mong muốn bằng.
Điều thứ mười bốn
Ta nghĩ, những điều muốn nói đã nói hết cả rồi nên không cần thiết phải nói thêm nữa. Vậy là ta đã nói hết những điều quan trọng, không còn gì hoan hỷ hơn. Thật là hoan hỷ, hoan hỷ!

## Mục liên quan
- Mōri Motonari
- Myōkyū
- Mōri Takamoto
- Kikkawa Motoharu
- Kobayakawa Takakage